# Карл Михаел фон Атемс
Карл Питър Паул Михаел фон Атемс (на немски: Karl Peter Paul Michael von Attems; * 1 юли 1711, Гориция/Гьорц; † 18 февруари 1774, Гориция) от графския род Атемс, е епископ на Гориция/Гьорц 1752 г., от 5 май 1766 г. архиепископ на Гориция и принц на Свещената Римска империя.

## Произход и духовна кариера
Той е вторият син на граф Йохан Франц фон Атемс (1665 – 1721) и съпругата му графиня Елизабет Коронини фон Кронберг (1682 – 1749), дъщеря на граф Лудвиг Коронини фон Кронберг (1642 – 1700) и Урсула Магдалена Коронини фон Кронберг (1655 – 1727/1731). Внук е на Зигизмунд Херман фон Атемс (1625 – 1707), граф на Атемс и фрайхер на Петценщайн от 14 септември 1652 г., и съпругата му фрайин Катарина фон Симонети (1634 – 1691). Брат е на Зигизмунд Карл Антон Михаел фон Атемс (1708 – 1758), граф на Атемс, фрайхер на Петценщайн. Сестра му Доротея Катарина Михаела (1714 – 1778) е абатиса на Цивидале, а сестра му Клара Маргарета Михаела (1721 – 1801) е абатиса на Гьорц. Другите му четири сестри са монахини.
Карл Михаел получава добро образование. Мария Терезия от Австрия му помага. Той става каноник в катедралата на Базилея. На 25 август 1750 г. става титулар епископ на Пергам (20 юли 1750 – 24 април 1752). На 24 април 1752 г. е избран за епископ на Гориция. На 5 май 1766 г. той става първият архиепископ на новата архиепископия Гориция. През 1766 г. е издигнат на принц на Свещената Римска империя.